# Pedina

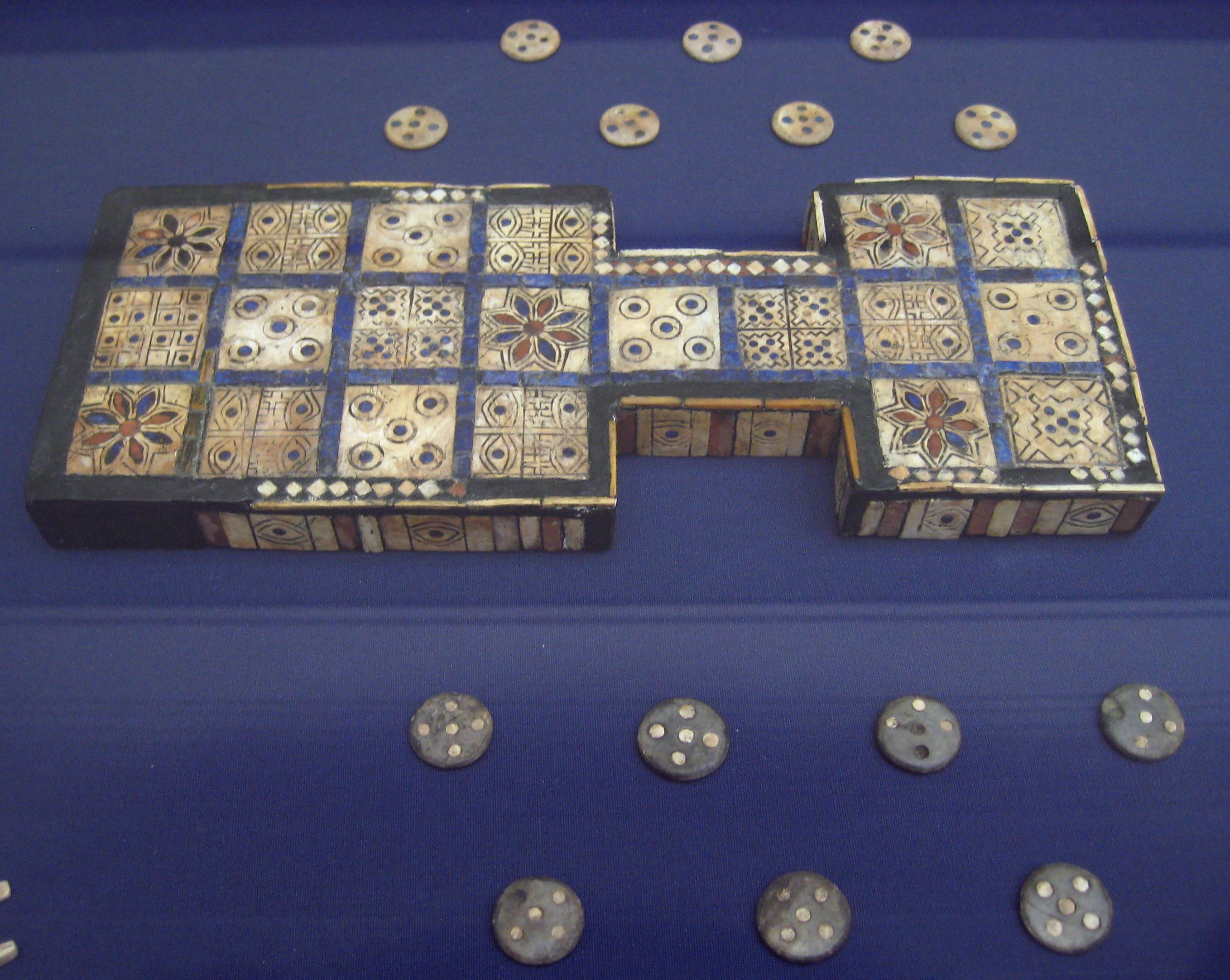
Tavola da gioco e pedine del Gioco reale di Ur

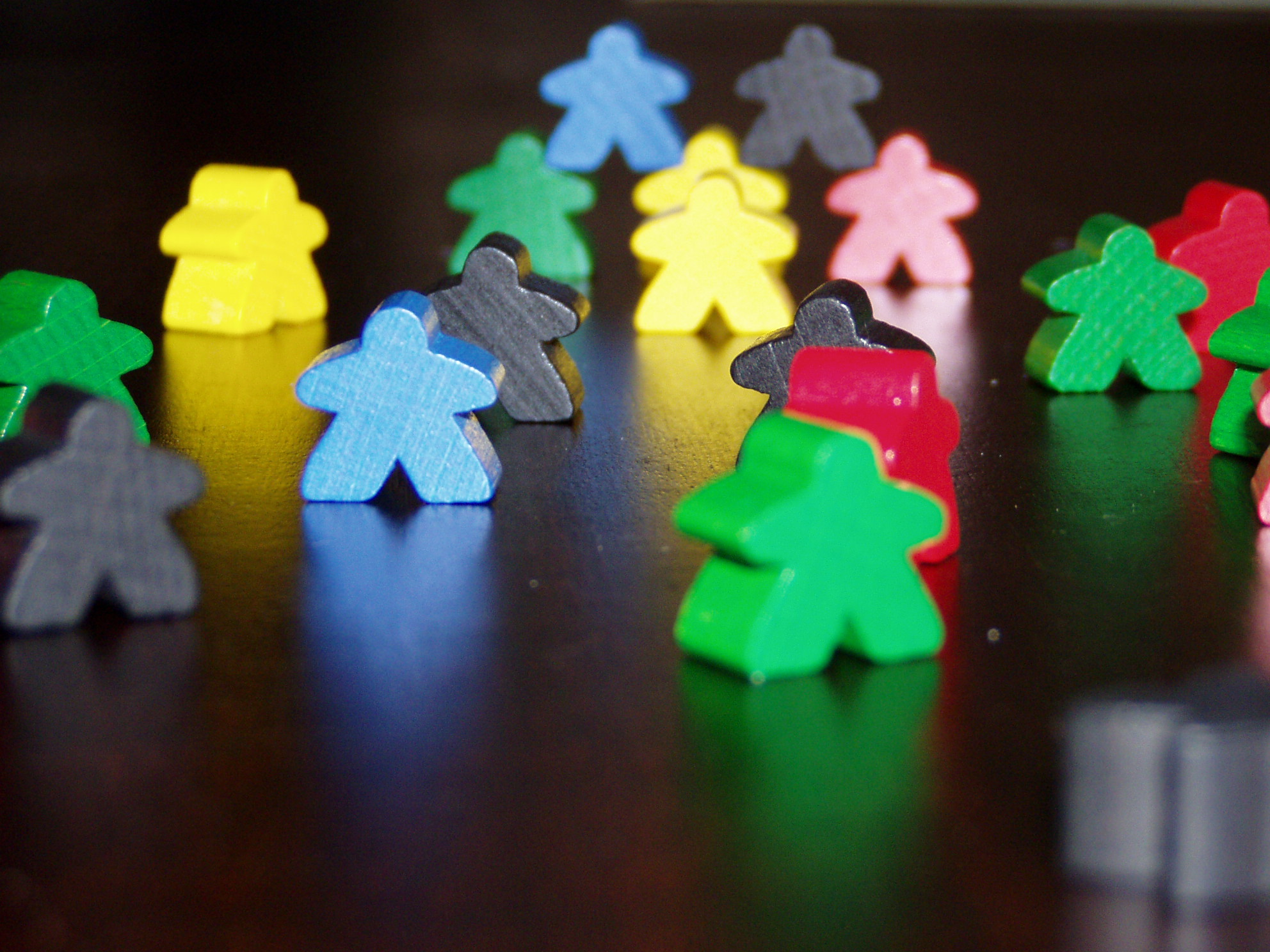
Seguaci o "meeple" di Carcassonne

Con pedina nei giochi da tavolo si intende un componente del gioco che viene usato per rappresentare la posizione su un percorso o su una mappa o per rappresentare altre informazioni. Quando un giocatore controlla un'unica pedina questa viene detta segnalino, come per esempio nel caso del Gioco dell'oca
Se rappresenta un'informazione (per esempio lo stato di un oggetto, distrutto, immobilizzato, catturato, il valore come nel caso del Monopoly, ecc...) è detto contrassegno
In alcuni giochi assume un nome specifico, negli scacchi viene chiamato "pezzo", mentre in Carcassonne è detto "seguace" o "meeple".
In particolare il termine "meeple" è una parola macedonia che deriva dall'unione delle parole inglesi "my" e "people" e, a seguito del grandissimo successo di Carcassonne, si usa spesso per indicare le pedine generiche di un gioco da tavolo.

## Variazioni

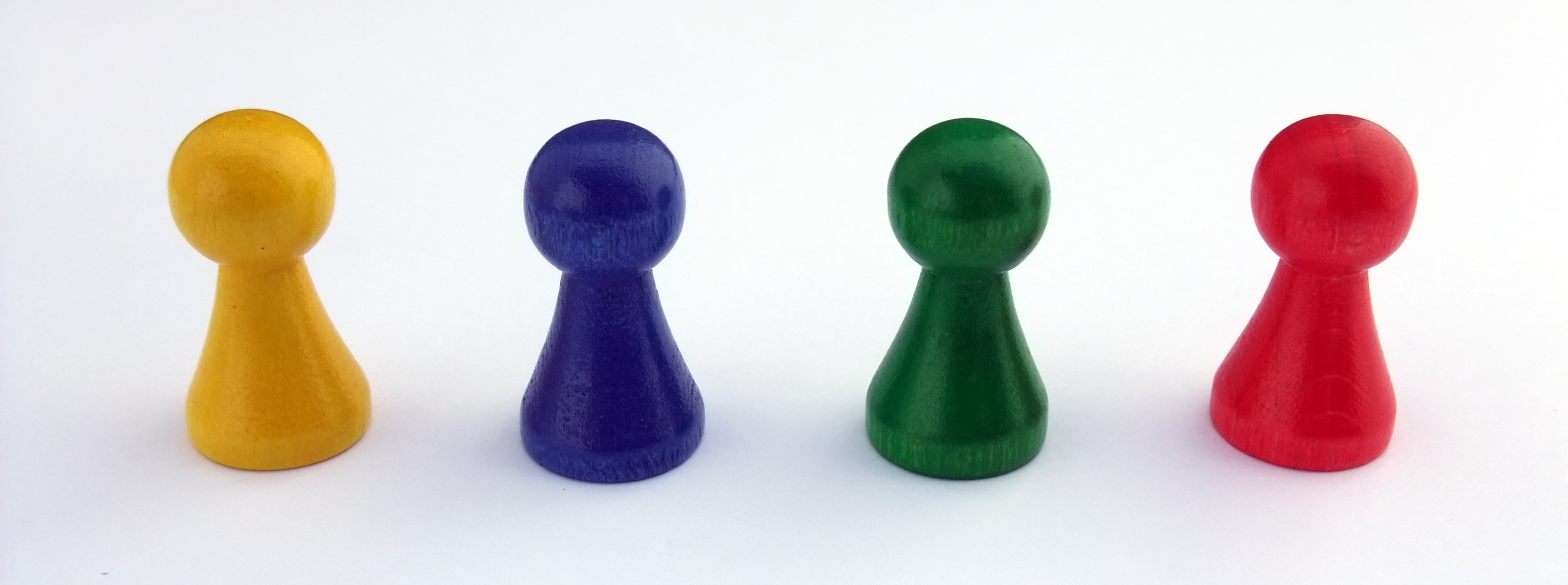
Tipiche pedine nei giochi da tavolo

Le pedine possono essere realizzate in una varietà di materiali e forme, dall'essere vere e proprie miniature realistiche come nei wargame tridimensionali o astratte come nei pezzi degli scacchi all'essere semplici pezzi di cartoncino fustellato come avviene nei wargame da tavolo.
Nei microgame, le pedine erano stampate su uno o più fogli di carta spessa che i giocatori dovevano ritagliarsi da soli, piuttosto che essere cartoncini fustellati. Questo può avvenire anche per giochi pubblicati su riviste, come per esempio su Dragon Magazine che includeva un foglio di pedine stampato su carta spessa per il gioco mensile (specialmente quelli di Tom Wham).
Nei block wargame le pedine sono blocchi di legno, che possono anche essere usate per emulare la fog of war piazzando i blocchi in modo da rivelare le informazioni stampate su di esso solo a uno dei giocatori.

## Wargame

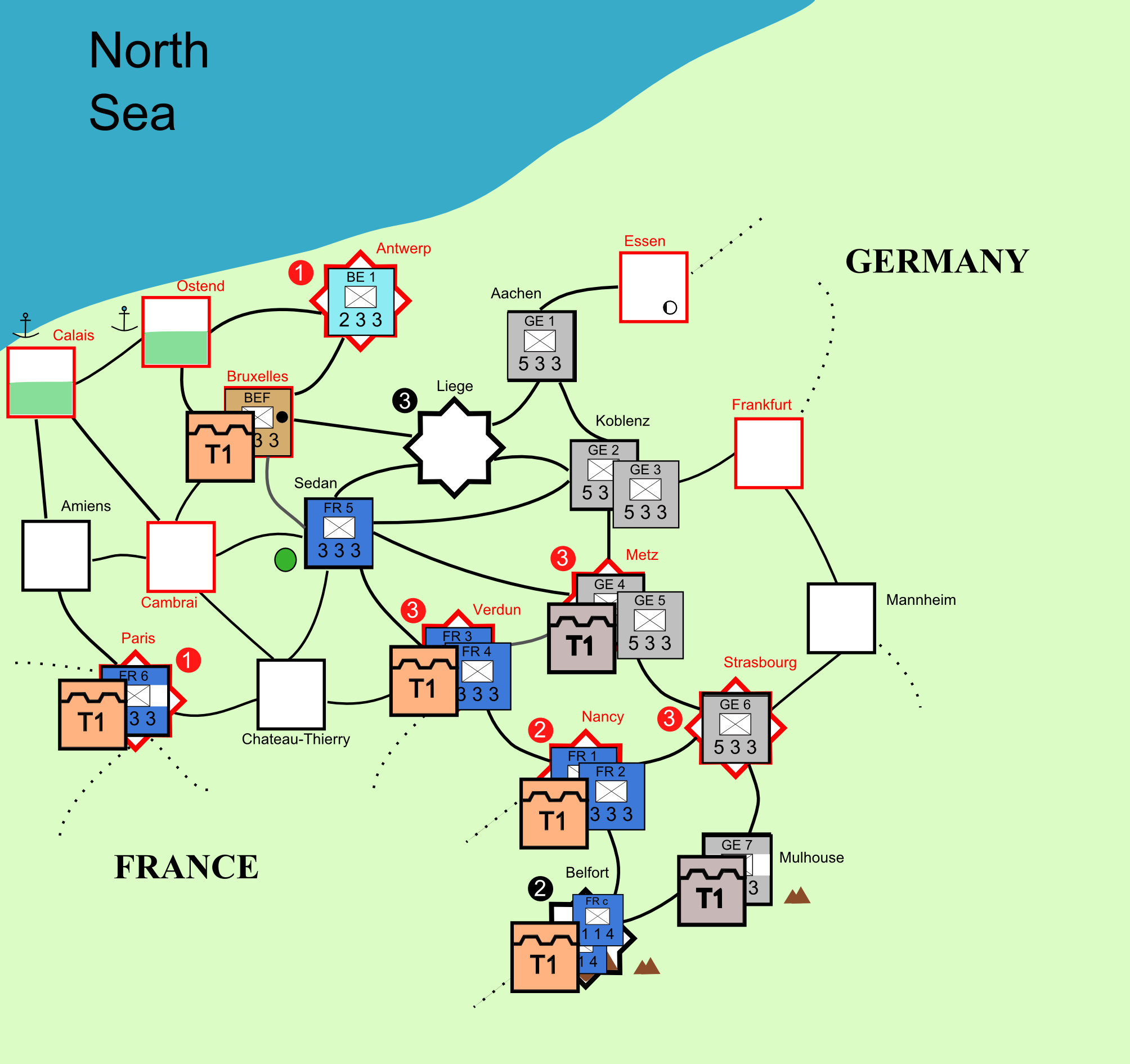
Mappa di un wargame con le pedine che rappresentano le unità militari

Nei wargame le pedine sono generalmente piccoli cartoncini di cartone fustellato che vengono spostate sulla mappa per rappresentare unità militari. Secondo la scala del gioco possono rappresentare da un intero esercito fino a un singolo soldato. Il primo wargame commerciale moderno a usare pedine in cartoncino fu Tactics di Charles S. Roberts in 1952. I wargame tradizionali possono avere anche centinaia di pedine (225 in The Russian Campaign; 856 in GI: Anvil of Victory; più di 2000 in Terrible Swift Sword).
Le pedine dei wargame usano spesso i simboli delle mappe militari come per esempio versioni semplificate dello standard NATO APP-6a.
Sebbene le pedine in cartoncino siano tipicamente quadrate alcuni giochi usano pedine oblunghe o rettangolari quando l'autore del gioco desidera enfatizzare l'orientamento dell'unità, come per esempio nella serie Great Battles of History della GMT Games. Altre variazioni sono possibili, per esempio i counter in Luftwaffe sono circolari.